# Dorfkirche Osterwohle

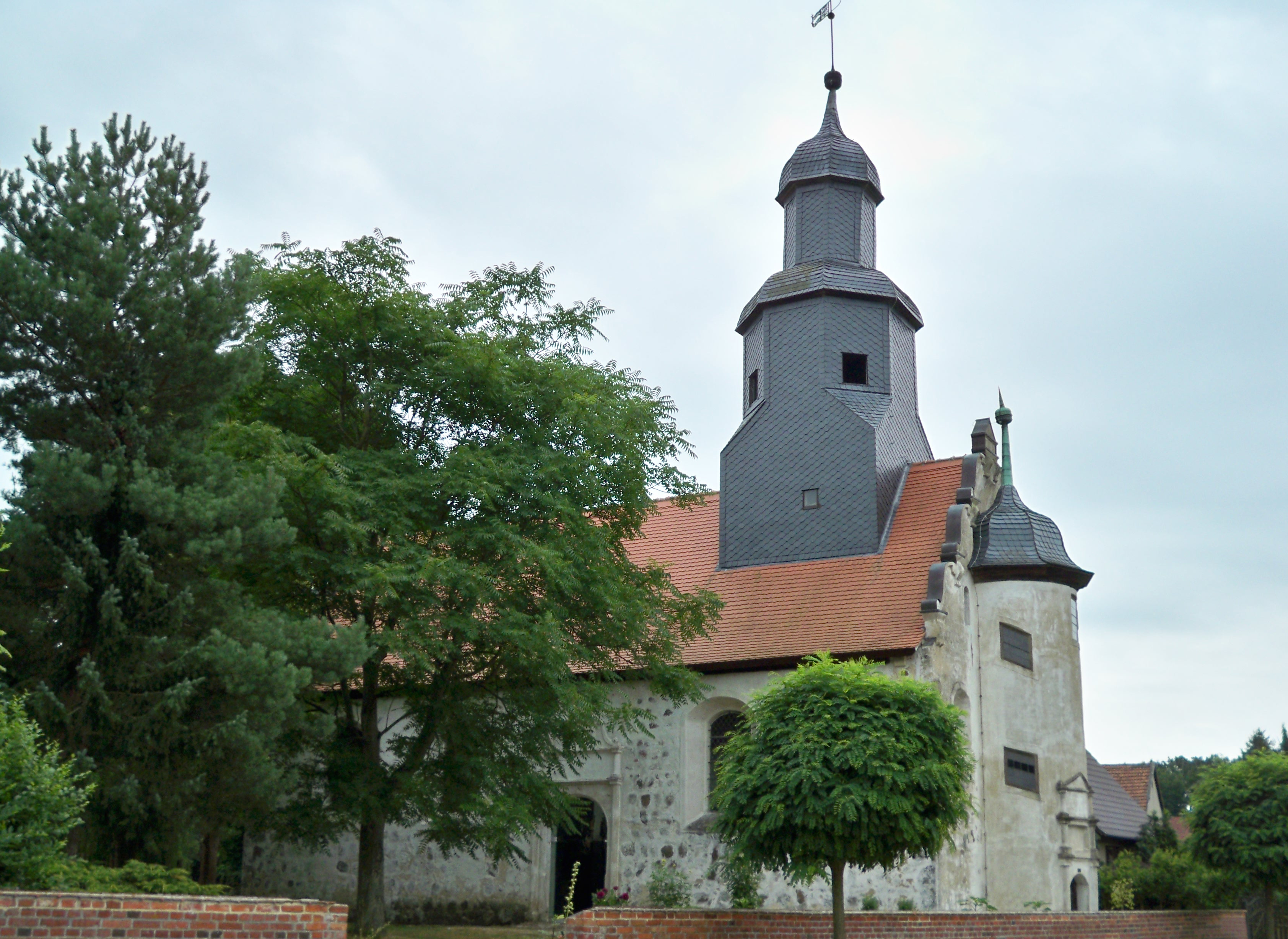
Kirche Osterwohle von Nordwesten

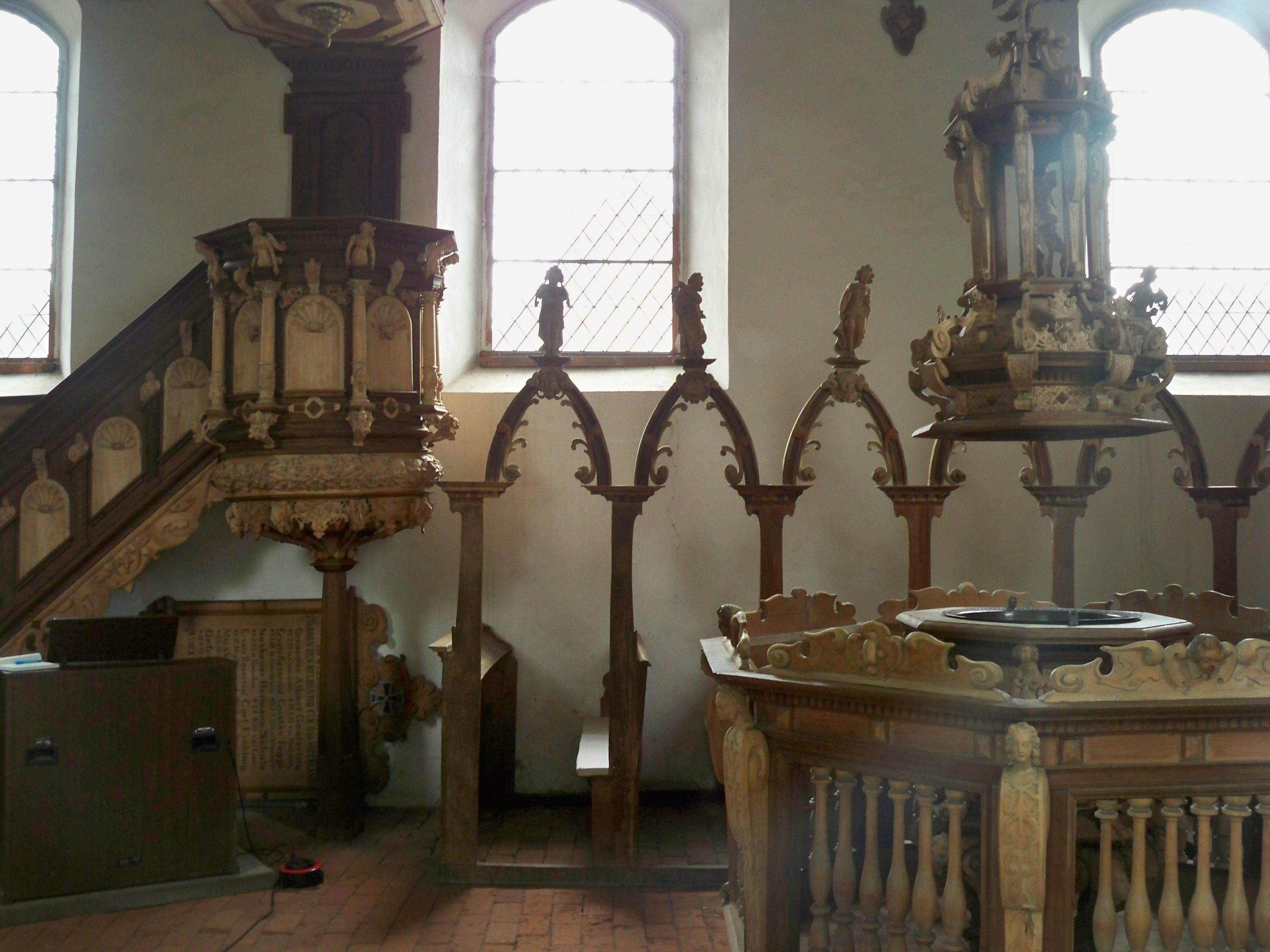
Detail der Innenausstattung

Die Dorfkirche Osterwohle steht im Ortsteil Osterwohle der Stadt Salzwedel im Nordwesten Sachsen-Anhalts. Sie entstand als romanische Dorfkirche, wurde aber im Stil des Manierismus umgebaut und gilt heute als herausragendes Bauwerk dieser Epoche, die den Übergang von der Renaissance zum Barock darstellt.

## Geschichte
Die Osterwohler Kirche wurde im 13. Jahrhundert als verputzte Feldsteinkirche errichtet. Sie diente als Dorfkirche sowie als Gutskirche des Adelsgeschlechts von der Schulenburg.
In den ersten beiden Jahrzehnten des 17. Jahrhunderts wurde die Kirche umfassend umgebaut. Sie erhielt Schweifgiebel und im Westen einen runden Treppenturm mit geschweifter Haube. Die Kirche wurde mit einem großen, reich gegliederten, schiefergedeckten Dachreiter versehen. Im Nordportal erhielt die Kirche eine geschnitzte Holztür in manieristischem Stil. Die Ausstattung wurde besonders aufwändig erneuert. Eine hölzerne Kassettendecke und ein Lettner als Altarschranke wurden eingebaut. Das neue Gestühl, das Taufbecken und die Kanzel wurden aus Linden- und Eichenholz geschnitzt. Mehrere Meister wirkten daran mit, jedoch folgten sie einer einheitlichen Konzeption. Stifterin war Oleke, geborene von Saldern († 1622), die Frau Albrechts VI. von der Schulenburg, die auf dem Lehngut Osterwohle lebte. Die Jahreszahl 1621 ist in die Kanzel geschnitzt und bezeichnet den Abschluss der Umgestaltung.

## Architektur und Ausstattung
Die Osterwohler Kirche ist hell verputzt. Die Feldsteine sind deutlich erkennbar. Die Kirche verfügt über eine besonders reichhaltige, einheitlich konzipierte Ausstattung aus der Zeit des Manierismus. Alle Holzschnitzereien sind im Gerüst aus Eichenholz und im Dekor aus Lindenholz angefertigt. Sie sind weder eingefasst noch koloriert. Zum Dekor gehören zahlreiche Masken.
Weitere Ausstattungsgegenstände sind ein gemalter Altaraufsatz, ein Grabstein von Georg von der Schulenburg und seiner Frau Anna von Veltheim und ein hölzernes Epitaph.
Die Glocke von 1677 mit einem Durchmesser von 79 Zentimetern wurde von Hanns Voss aus Lüneburg gegossen. Die zweite etwas kleinere Glocke, ein Guss aus dem 13. oder 14. Jahrhundert, stammt aus Groß Grabenstedt.
Die Kirche gehört zur evangelischen Kirchengemeinde Osterwohle, die betreut wird vom Pfarrbereich Osterwohle-Dähre im Kirchenkreis Salzwedel der Evangelischen Kirche in Mitteldeutschland.

## Umgebung
Die Kirche liegt im Südteil des Dorfes Osterwohle östlich der Straße, die weiter südlich zum Gutshof führt.